# 勒瓦勒达若勒
勒瓦勒达若勒（法語：Le Val-d'Ajol，法語發音：[lə val daʒɔl] ⓘ）是法国大東部大區孚日省的一个市镇，属于埃皮纳勒区。

## 地名
“勒瓦勒达若勒”（Le Val-d'Ajol）一名字面意为“阿若勒之谷”，不过“阿若勒”（Ajol）具体来源不明。

## 地理
勒瓦勒达若勒（47°55'30"N, 6°29'0"E）面积73.33 平方千米，位于法国大東部大區孚日省，该省份为法国东北部内陆省份，北起默兹省和默尔特-摩泽尔省，西接上马恩省，南至上索恩省和贝尔福地区省，东临上莱茵省和下莱茵省。
与勒瓦勒达若勒接壤的市镇（或旧市镇、城区）包括：圣纳博尔、拉隆日讷、圣布雷松、日尔蒙瓦勒达若勒、普隆比耶尔莱班、勒米尔蒙、圣艾蒂安-莱勒米尔蒙、富日罗勒-圣瓦尔贝。
勒瓦勒达若勒的时区为UTC+01:00、UTC+02:00（夏令时）。

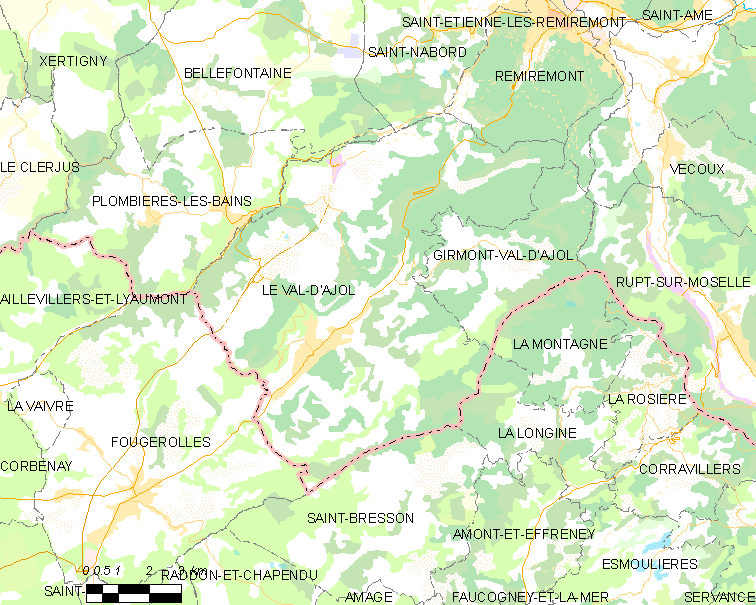
勒瓦勒达若勒的OSM定位图

## 行政
勒瓦勒达若勒的邮政编码为88340，INSEE市镇编码为88487。

## 政治
勒瓦勒达若勒所属的省级选区为勒瓦勒达若勒县。

## 人口

1962-2008年间勒瓦勒达若勒人口变化图示

勒瓦勒达若勒于2022年1月1日时的人口数量为3873人。